# Keith Herron
Keith Orlando Herron (Memphis, 14 giugno 1956) è un ex cestista statunitense, professionista nella NBA.
È lo zio di Justin Herron, offensive tackle dei New England Patriots della NFL.

## Carriera
Venne selezionato dai Portland Trail Blazers al secondo giro del Draft NBA 1978 (24ª scelta assoluta).